# Цешановиці (Лодзинське воєводство)
Цешановиці (пол. Cieszanowice) — село в Польщі, у гміні Ґошковиці Пйотрковського повіту Лодзинського воєводства.
Населення — 283 особи (2011).
У 1975-1998 роках село належало до Пйотрковського воєводства.

## Демографія
Демографічна структура станом на 31 березня 2011 року:
|          | Загалом | Допрацездатний вік | Працездатний вік | Постпрацездатний вік |
| -------- | ------- | ------------------ | ---------------- | -------------------- |
| Чоловіки | 134     | 34                 | 90               | 10                   |
| Жінки    | 149     | 36                 | 83               | 30                   |
| Разом    | 283     | 70                 | 173              | 40                   |